# Mustela itatsi
Mustela itatsi is een zoogdier uit de familie van de marterachtigen (Mustelidae). De wetenschappelijke naam van de soort werd voor het eerst geldig gepubliceerd door Temminck in 1844.

## Voorkomen
De soort komt voor in Japan. De Japanse wezel is inheems op de eilanden: Honshu, Kyushu, Shikoku. De soort werd geïntroduceerd op het grootste deel van de overige Japanse eilanden (zoals bijvoorbeeld Hokkaido en het grootste deel van de Riukiu eilanden) voor het bestrijden van knaagdieren.